# Melanie Behringer
Melanie Behringer (Lörrach, 18 de novembre de 1985) és una centrecampista internacional des de 2005 amb Alemanya, amb la qual ha guanyat 1 Mundial, 2 Eurocopes i 1 brontze olímpic. També ha guanyat 2 Lligues i 1 Copa d'Alemanya amb el Bayern i el Frankfurt, i ha estat subcampiona de la Lliga de Campions amb aquest darrer.

## Trajectòria
- FC Hausen
- SC Friburg (03/04 - 07/08)
- Bayern Múnic (08/09 - 09/10)
- 1.FFC Frankfurt (10/11 - 13/14)
- Bayern Múnic (14/15 - act.)